# Intraossale infusie
Intraossale infusie is een methode waarbij medicatie en vloeistoffen in de centrale circulatie worden gebracht via het beenmerg. Intraossale infusie wordt gebruikt in spoedeisende situaties of bij zeer jonge kinderen. 
De intraossale toegang kan worden gebruikt voor het toedienen van bijvoorbeeld vloeistoffen of medicijnen. De meest gebruikelijke plaats voor infusie in het beenmerg is het scheenbeen. Om deze toegang te krijgen wordt er met een speciale boor of naald met boor gewerkt.
Intraossale infusie is een alternatief voor intramusculaire infusie, subcutane infusie en intraveneuze infusie

## Geschiedenis van intraossale infusie
Intraossale infusie is rond 1930 ontwikkeld en in de Tweede Wereldoorlog werd er veel ervaring mee opgedaan bij gewonde soldaten. Met name het leger van de Verenigde Staten heeft de techniek gestandaardiseerd bij ernstig bloedverlies om alsnog plasma te kunnen toedienen.